# Billet de 10 centimes congolais
Recto
Verso
Chronologie
Billet 5CC Billet 20CC
Le billet de 10 centimes congolais est une monnaie historique qui a circulé en République démocratique du Congo (RDC) dans le passé. Émis au cours des périodes où le Congo connaissait divers changements économiques et politiques, ce billet, bien que modeste par sa valeur nominale, témoigne de l’évolution monétaire et de l’histoire du pays. Il a depuis longtemps été retiré de la circulation, en raison de la faible valeur d'achat de cette dénomination.

## Historique
Le Congo, qui est passé par diverses périodes coloniales et indépendantes, a connu de nombreux changements monétaires. Le billet de 10 centimes a été utilisé dans des périodes marquées par l'influence des monnaies coloniales et les ajustements économiques durant l'époque post-coloniale. Après l'indépendance en 1960, le franc congolais est demeuré la monnaie de référence, mais sa valeur a fluctué avec les crises économiques et les épisodes d'hyperinflation qui ont touché le pays dans les années suivantes,.

## Caractéristiques
Les billets de cette faible dénomination étaient généralement de petites tailles, faits de papier de qualité modeste, de coton et ne comportaient pas les mêmes dispositifs de sécurité que les billets de valeurs plus élevées. Les caractéristiques typiques incluaient :
1. Matériau : Papier fin et en coton, souvent sujet à l’usure rapide.
2. Dimensions : (120 × 70 mm) généralement plus petits que les billets de valeur supérieure, adaptés pour les échanges de faible montant.
3. Design : Les billets des petites valeurs comme celui-ci comportaient généralement des motifs simples, représentant parfois des symboles de la faune, de la flore, ou des représentations culturelles du Congo.
4. Sécurité : Peu ou pas de dispositifs de sécurité avancés, contrairement aux billets de valeurs plus élevées. Parfois, une simple impression en couleur était utilisée.

## Utilisation et valeur

### Retrait de la circulation
Au fur et à mesure que l'inflation a dévalué la monnaie congolaise, le billet de 10 centimes a progressivement perdu sa valeur d'achat réelle, devenant insuffisant pour les transactions quotidiennes. Dans les années 2004 et 2005, le pays a connu des vagues d'inflation qui ont conduit à des dévaluations répétées, rendant ce type de billets obsolète pour les besoins économiques. Il a donc été retiré de la circulation, et des dénominations plus élevées ont été introduites pour répondre aux exigences de l'économie en expansion et à la hausse des prix.
Bien que le billet de 10 centimes congolais ne soit plus en circulation depuis plusieurs décennies, il incarne une part de l'histoire financière et culturelle de la RDC. Son existence rappelle l'évolution des systèmes monétaires face aux défis économiques, politiques et sociaux d'une nation en transformation.